# Литературно-художественный кружок (Москва)
Литерату́рно-худо́жественный кружо́к (ЛХК) — клуб деятелей литературы и искусств, существовавший в 1898–1920 гг. в Москве.

## Историческое местоположение
С 1899 года по 1905 год клуб находился на улице Воздвиженка. Однако в течение первых лет помещение несколько раз менялось на более крупное (на Мясницкой и Тверской).
С 1905 года по 1919 год располагался сначала в Козицком переулке, затем на улице Большая Дмитровка, дом 15а (особняк Востряковых). С 1909 года в одном из его помещений проходили также встречи членов литературного кружка «Среда».
В 1914 году Московское архитектурное общество провело конкурс на проект строительства собственного дома Литературно-художественного кружка в Москве на Малой Дмитровке. Первая премия была присуждена архитектору С. Е. Чернышёву, однако к строительству здания так и не приступили.

## История
Устав кружка был утвержден 25 февраля 1898 года, первое учредительное собрание состоялось 18 апреля 1898 года. Кружок возник по инициативе группы артистов, драматургов и театральных критиков —И. Я. Гурлянда, М. Н. Ермоловой, В. А. Михайловского, кн. А. И. Южина-Сумбатова,  Н. Е. Эфроса, А. П. Чехова, К. С. Станиславского,  А. Ф. Кони и др. В октябре 1899 года ЛХК был открыт в помещении на Воздвиженке. Первым председателем правления был избран А. И. Южин-Сумбатов (занимал эту должность с 1899 по 1908 год).
Состав кружка состоял из трёх частей: действительные члены, кандидаты (артисты, общественные деятели и учёные); члены-соревнователи (адвокаты, банкиры, врачи, инженеры и фабриканты). В состав кружка входили многие выдающиеся московские писатели, художники, ученые, журналисты, театральные и общественные деятели. В их числе Ю. И. Айхенвальд, Л. Н. Андреев, М. П. Арцыбашев, И. А. Белоусов, А. Белый, П. Д. Боборыкин, В. Я. Брюсов, В. В. Вересаев, М. О. Гершензон, В. А. Гиляровский, Б. К. Зайцев, В. В. Каллаш, С. А. Кречетов, С. С. Мамонтов, Н. И. Петровская, С. Г. Скиталец, Н. Д. Телешов, В. Ф. Ходасевич и др.
Клуб содержал крупную библиотеку с читальней, коллекцию портретов деятелей искусств, изображённых художниками: И. Е. Репиным, В. А. Серовым, Н. П. Ульяновым, А. Я. Головиным, С. В. Малютиным. Кружок был известен своими вторниками, когда выступали русские и заграничные писатели, артисты, читались доклады и лекции, праздновались юбилеи. Выступления К. Д. Бальмонта, А. Белого, М. А. Волошина, В. И. Иванова производили на слушающих наибольший эффект.
В 1904 году при ЛХК была создана Комиссия имени А. П. Чехова, выдававшая пособия нуждающимся литераторам, художникам, учёным и артистам. Кружок проводил благотворительную работу и в 1906 году финансировал выступления МХТ за границей.
В 1907 году при клубе создано Общество свободной эстетики. С 1913 года по 1917 год печатали «Известия ЛХК».
С 1908 года по 1920 год председатель правления — В. Я. Брюсов.
В помещениях ЛХК также собирались такие объединения, как «Молодая среда», «Общество деятелей периодической печати и литературы», «Общество свободной эстетики», «Среда», «Суриковский литературно-музыкальный кружок» и другие.
Во время первой мировой войны в здании учреждён госпиталь, на финансы клуба на Соколиной горе построен лазарет.
К 1917 году в клубе было: 300 действительных членов, 213 кандидатов и 407 членов-соревнователей.

## Закрытие
По данным В. Гиляровского, ЛХК закрылся в сентябре 1917 года. Согласно Б. К. Зайцеву, кружок был закрыт после революции по инициативе А. Серафимовича «как контрреволюционное гнездо» после перехода Серафимовича к большевикам и, как следствие, исключения его из кружка «Молодая среда» как противника свободы печати. По данным Н. Б. Шика, лишь «в 1920 г. Кружок окончательно прекратил свое существование».